# 雅克二世 (賽普勒斯)
賽普勒斯的雅克二世（法语：Jacques II de Lusignan，約1439年—1473年7月10日），賽普勒斯王國國王，1463年至1473年七月十日在位。

## 生平
雅克是约翰二世的私生子。约翰二世死后，嫡女夏洛特继位为塞浦路斯女王。雅克求助于埃及苏丹。苏丹本来接受了夏洛特的拉拢，但马木留克不认为雅克是私生子，坚持应该由雅克继承塞浦路斯王位，苏丹最后只能同意支持雅克夺位。雅克于是驱逐了妹妹夏洛特，登基为王，称雅克二世。

## 家庭
1472年，雅克二世與卡特琳娜·科納羅結婚，次年病亡，遗命怀孕的卡特琳娜摄政。兩人的遗腹獨子雅克三世不久出生继位，但很快夭折，太后卡特琳娜被威尼斯人拥立为女王。
雅克二世还有三个私生子女欧仁、雅努斯、夏拉（也叫夏洛特）。流亡女王夏洛特没有存活的孩子，收养那不勒斯私生王子阿隆索为子，意图让阿隆索娶夏拉以获得塞浦路斯王位宣称。威尼斯人为了避免夏洛特获得夏拉的监护权，将不满12岁的夏拉抓到帕多瓦囚禁而死。欧仁和雅努斯则顺利长大成人，结婚生子，后嗣不绝。